# Balanopsammia wirtzi
Espèce
Balanopsammia wirtzi, unique représentant du genre Balanopsammia, est une espèce de coraux de la famille des Dendrophylliidae.

## Répartition
L'espèce Balanopsammia wirtzi n'a été trouvée qu'au Cap-Vert sur les îles de Santiago et de Sal mais pourrait être présente sur d'autres îles.

## Systématique
Le nom valide complet (avec auteur) de ce taxon est Balanopsammia wirtzi Ocaña (d) & Brito (d), 2013,.

### Étymologie
Son épithète spécifique, wirtzi, lui a été donnée en l'honneur de l'ichtyologiste Peter Wirtz (d) « qui a réalisé un énorme travail d'échantillonnage au profit des connaissances sur la faune marine de l'Atlantique Est ».

### Publication originale
- (en + es) O. Ocaña et A. Brito, « Balanopsammia wirtzi, a new genus and species of coral (Anthozoa: Scleractinia: Dendrophylliidae) from the Cape Verde Islands: A comparative study with the Mediterranean Cladopsammia rolandi », Revista de la Academia Canaria de Ciencias, vol. 25,‎ décembre 2013, p. 87-104 (ISSN 1130-4723, lire en ligne).